# Megumi Yamano
Megumi Yamano (n. 25 septembrie 1981, Kurashiki, Japonia) este un gravure idol și o acțrită japoneză. Ea este căsătorită cu Kenji Furuuya, în luna februarie ea a dat naștere la primul lor copil, un fiu. Ea joacă în multe filme și seriale japoneze.

## Filmografie

### Emisiuni TV
- Aa! Hanano Ryorinin
- Africa no Tsume
- Blog Tip
- Hey! Spring of Trivia
- Tora no Mon

### Radio
- MEGUMI-X
- MEGUMI no Make Me Happy

### Reclame
- Asahi Breweries
- GyaO
- Japan Racing Association
- Nestle Japan
- Sapporo Brewery

### Filme
- Hero
- SS

## Photobook-uri
- Gekkan Megumi
- Megumi
- meg